# Драгоевич-Йосифовская, Борка
Борка Драгоевич-Йосифовская (босн. Borka Dragojević-Josifovska, серб. Борка Драгојевић-Јосифовска, макед. Борка Драгоевиќ-Јосифовска; 1910, ФБиГ, Босния и Герцеговина — 2004, Скопье) — северомакедонский археолог, куратор музея, нумизмат и филолог. Профессор классической филологии в Университете Университете Святых Кирилла и Мефодия в Скопье. В основном изучала классическую археологию македонского региона.

## Биография
Борка Драгоевич-Йосифовская родилась в 1910 году в боснийско-сербской деревне Горня Србица, входившей тогда в состав Австро-Венгрии.
В 1934 году получила высшее образование со степенью в области классической филологии и археологии, присужденной философским факультетом Белградского университета. С 1948 по 1958 год работала куратором в Археологическом музее Северной Македонии в Скопье, где в 1956 году курировала лапидарий музея. Является автором первого учебника латинского языка в Северной Македонии.
Затем Драгоевич-Йосифовская была назначена преподавателем латыни на кафедре классической филологии в Университете Святых Кирилла и Мефодия в Скопье, где проработала до 1976 года. Она прошла путь от преподавателя до старшего преподавателя в 1969 году, а в 1974 году — до доцента.
Скончалась в 2004 году в Скопье.

## Деятельность
Драгоевич-Йосифовская провела раскопки и исследования на нескольких участках по всей югославской Македонии. К ним относятся: Изар-Марвинчи, Драчево, Живойно, Стоби, Скупы и другие. В 1961 году она возглавила первую группу раскопок в Изар-Марвинчи. Во время раскопок группа обнаружила храм, акведук и надгробный памятник, на котором изображен солдат, держащий македонский щит. Также изучала клад Петралис, состоящий из 377 нуммиумов, который был обнаружен в 1950 году недалеко от Крива-Паланки.
Была членом редакционных коллегий по публикации древних надписей и «Tabula Imperii Romani». В 1982 году опубликовала археологические отчёты о городище Горно-Сонье.

## Избранные работы
- «Vodič niz lapidarium» (1961)[10];
- «Prilog lokalizovanju grada Argosa u Peoniji» (1965)[11];
- «Inscriptions de la Mésie Supérieure», vol. I (1976)[12];
- «Inscriptions de la Mésie Supérieure», vol. VI (1984)[13];
- «Depo folesa iz s. Petralice (Makedonija)» (1990)[14].

## Галерея

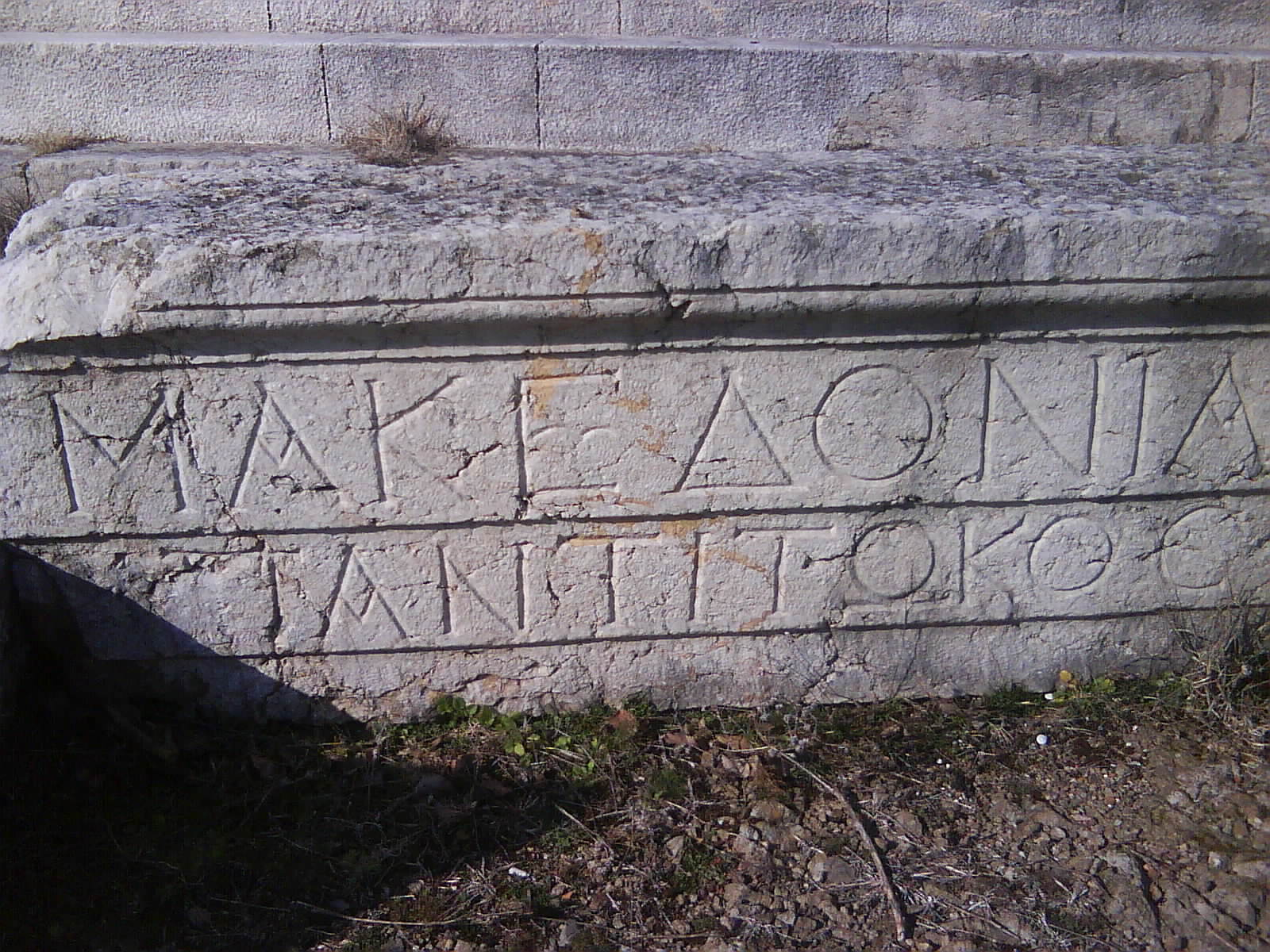
Надпись в Изаре-Марвинчи
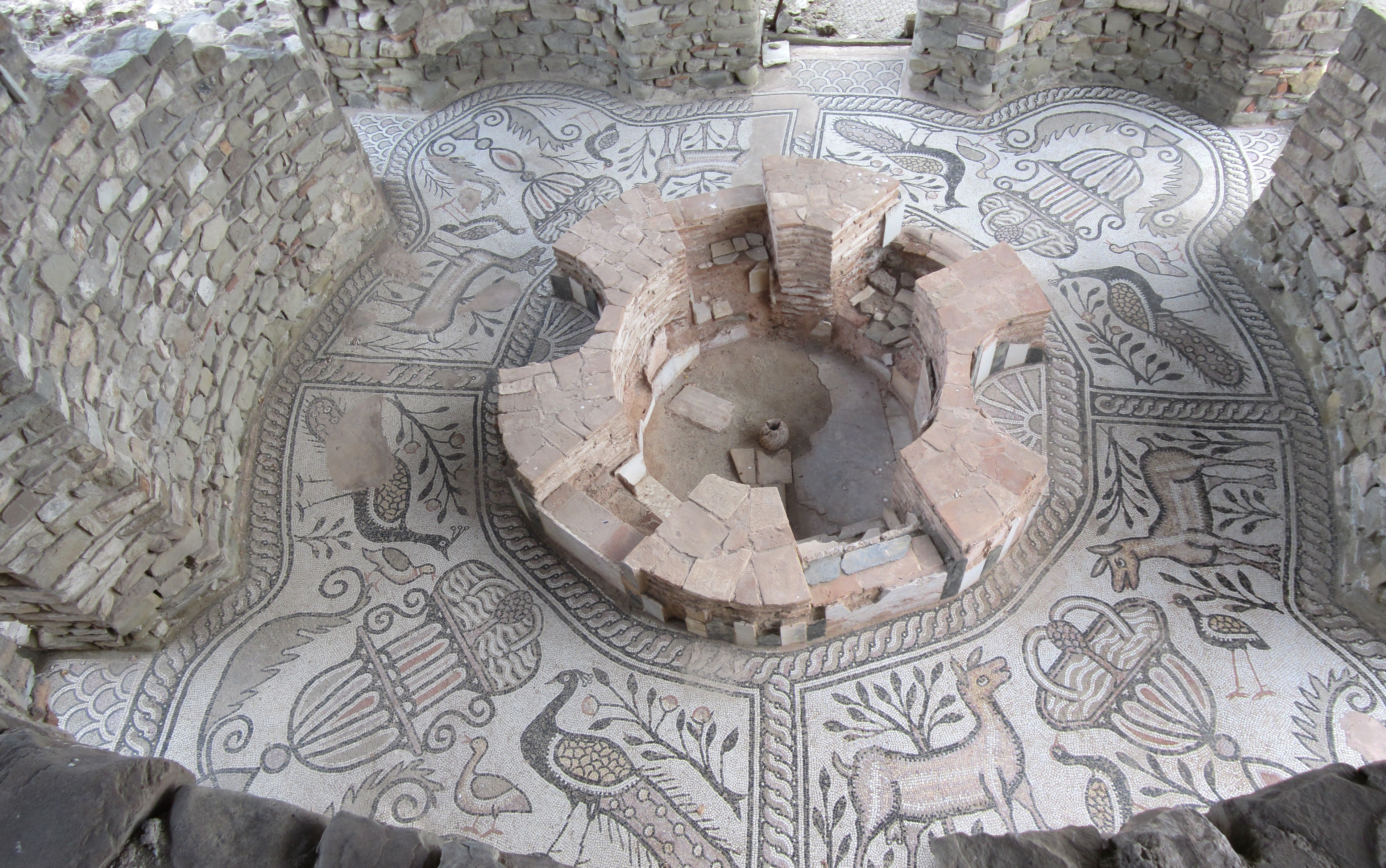
Мозаики в баптистерии в Стоби
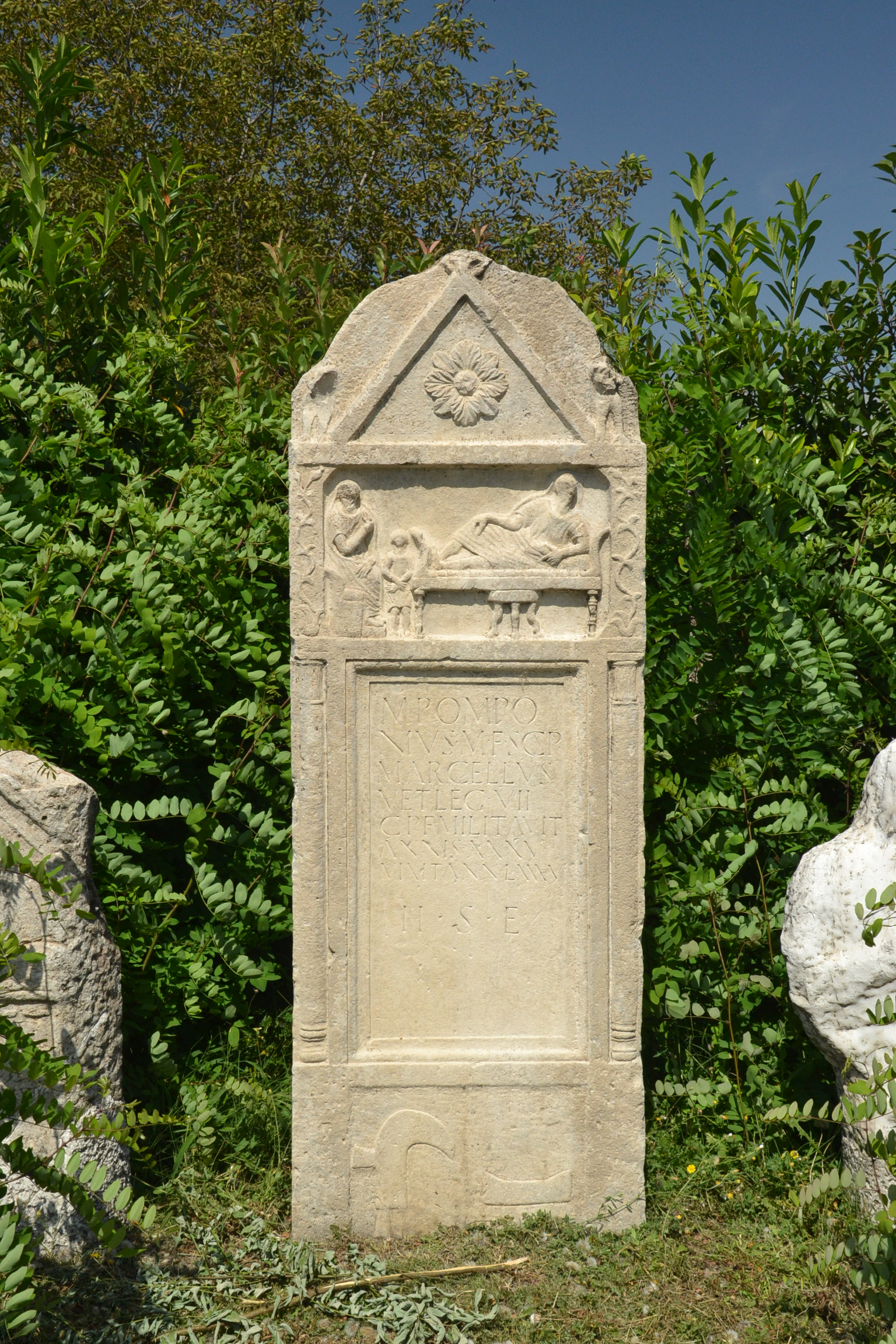
Надгробие в Скупы